# Taramundi (parroquia)
Taramundi es una parroquia del concejo de Taramundi, en la comarca del Eo-Navia, Principado de Asturias, España. La parroquia comprende la villa de Taramundi, capital del concejo.

## Lugares
- Abraído
- Aguillón
- Arredondas
- Arruñada (A Arruñada)
- Barredo
- Cabaniñas
- Calvín
- Cancelos
- Garda (A Garda)
- Les
- Lourido
- Llan
- Mousende
- Nío
- Nogueira
- Pardiñas
- Pereiro (O Preiro)
- Piñeiro
- Sacada (A Sacada)
- Taramundi
- Valín
- Vega de Llan (A Veiga de Llan)
- Vega de Zarza (A Veiga da Sarza)
- Vilanova

### Sitios
- Aguillón de Baixo
- Aguillón de Riba
- Cabaniñas d'Acó
- Cabaniñas d'Aló
- Calvín de Baixo
- Calvín de Riba
- O Campo
- Cancelos de Baixo
- Cancelos de Riba
- A Casa da Monta
- A Casa do Xordo
- A Cernada
- O Chao do Calvario
- Chaudomonte
- Cimadavila
- A Cruz das Murias
- Fondodavila
- A Fonte de Murias
- A Granda
- A Insua
- O Loureiro
- O Mazonovo
- Nío de Baixo
- Nío de Riba
- O Palleiro
- Pardiñas de Baixo
- Pardiñas de Riba
- O Pasatempo
- A Pena
- O Penedo
- O Penelo
- Piñeiro de Baixo
- Piñeiro de Riba
- A Ponte do Molín
- Os Regachiños
- Riudelouro
- O Romaneiro
- A Sela [de Llan]
- A Sela [d'As Redondas]
- Xarrapo